# Kecel
Kecel este un oraș în districtul Kiskőrös, județul Bács-Kiskun, Ungaria, având o populație de 8.832 de locuitori (2011). 

## Demografie
Componența etnică a orașului Kecel
     Maghiari (91,01%)
     Romi (5,62%)
     Români (1,69%)
     Germani (1,05%)
     Necunoscut (0,34%)
     Alții (0,3%)
Componența confesională a orașului Kecel
     Romano-catolici (69,03%)
     Fără religie (7,22%)
     Reformați (2,69%)
     Luterani (1,37%)
     Necunoscută (18,78%)
     Alte religii (4,54%)
Conform recensământului din 2011, orașul Kecel avea 8.832 de locuitori. Din punct de vedere etnic, majoritatea locuitorilor (91,01%) erau maghiari, existând și minorități de romi (5,62%), români (1,69%) și germani (1,05%). Apartenența etnică nu este cunoscută în cazul a 0,34% din locuitori.  Din punct de vedere confesional, majoritatea locuitorilor (69,03%) erau romano-catolici, existând și minorități de persoane fără religie (7,22%), reformați (2,69%) și luterani (1,37%). Pentru 18,78% din locuitori nu este cunoscută apartenența confesională.